# Referència bibliogràfica

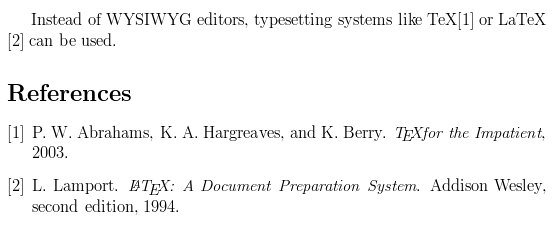
Exemple de referència bibliogràfica

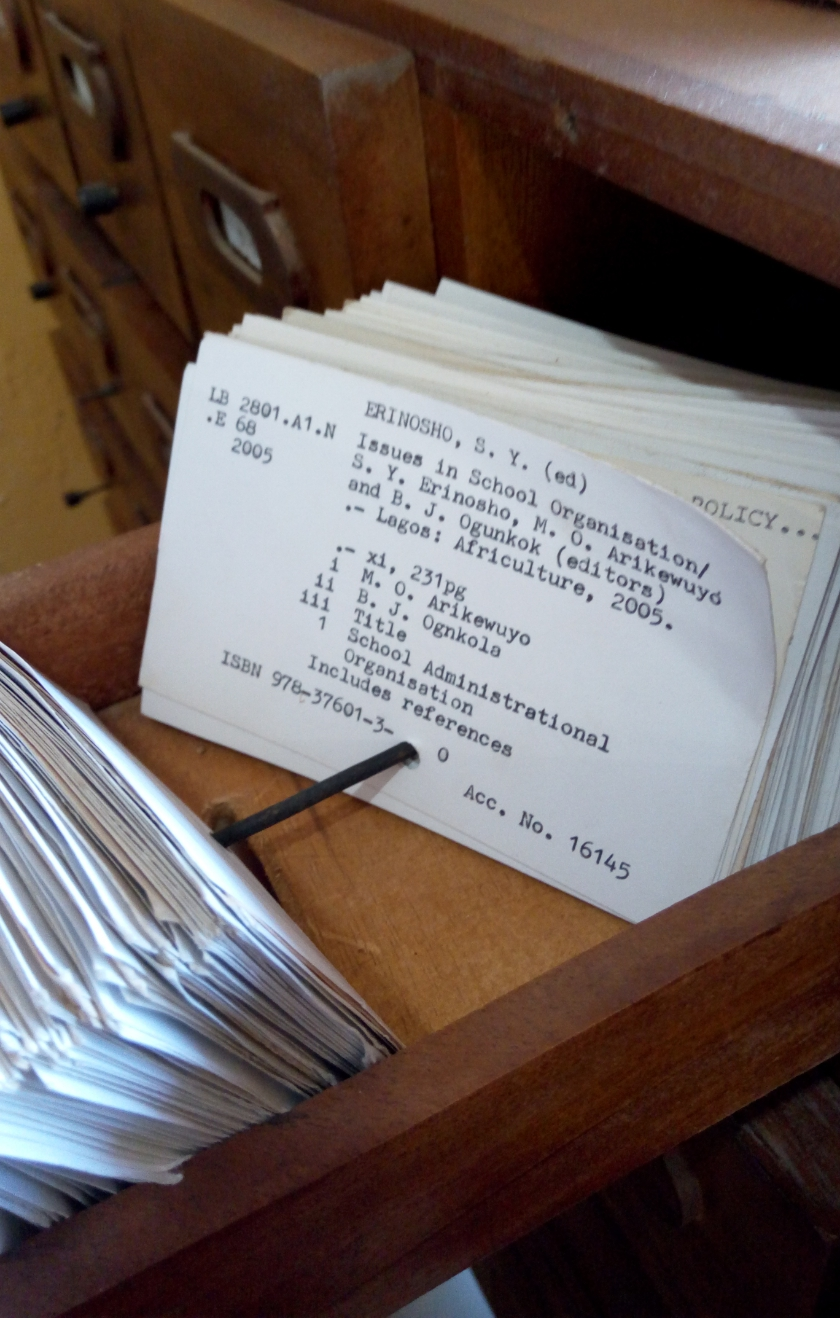
Antiga fitxa de biblioteca on el contingut era similar al d'una referència bibliogràfica.

La referència bibliogràfica és el conjunt d'elements que descriuen un document. Els elements d'una referència bibliogràfica defineixen un document: alguns són necessaris i imprescindibles per identificar-lo; altres són opcionals i sovint el completen. Com més elements s'incloguin més exhaustiva serà la referència. Tot text d'investigació conté citacions inserides al llarg del text que exposa la recerca d'altres i les referències bibliogràfiques, és a dir, les obres consultades per al treball de recerca. Pel caràcter extens de la referència bibliogràfica, és més fàcil errar en la seua presentació.
La disposició dels elements d'una referència bibliogràfica no és la mateixa si es tracta d'un llibre o una monografia, d'una part d'un llibre, d'una publicació periòdica o d'un article d'una publicació periòdica. L'ordre i estil amb què s'escriuen aquests elements està regulat per convenis i normes, com ara l'estil ISO de referències bibliogràfiques, sorgides d'institucions prestigioses.
La referència bibliogràfica apareix generalment en forma de llista al final d'un text o d'una part d'aquest (per exemple, al final d'un capítol); no obstant això, també pot aparèixer dins d'una nota a peu de pàgina (no s'ha de confondre amb les citacions a peu de pàgina).
La presentació de les referències bibliogràfiques pot variar segons l'estil adoptat, però és important que el conjunt sigui coherent i clar.
Existeix programari per a gestionar les referències que facilita la redacció i conversió a altres estils de les referències bibliogràfiques.